# Nippies
 (janvier 2025).
Les nippies sont des accessoires de mode, généralement utilisés pour couvrir les tétons. Traditionnellement associés au monde du burlesque et des effeuilleuses, les nippies sont devenus des éléments de style et d’expression individuelle.

## Étymologie
Le terme nippies vient de l’anglais nipple (mamelon) et désigne des ornements appliqués directement sur les seins pour les couvrir.

## Évolution moderne
Les nippies quittent la scène burlesque pour intégrer les garde-robes modernes. Des créateurs de mode ont commencé à les réinventer avec des matériaux variés tels que le strass, le cuir, ou encore des cristaux Swarovski. 
La créatrice Yokko Chérie, par exemple, a contribué à repositionner les nippies comme de véritables bijoux de corps.
Les nippies modernes sont utilisés non seulement lors de performances, mais aussi pour des soirées, festivals, et même comme accessoires de mode quotidienne.
Les nippies sont devenus un symbole de liberté féminine et d’affirmation de soi. Des artistes comme Dita Von Teese et des stars de la pop ont popularisé ces accessoires en les utilisant sur scène et dans des clips musicaux.

## Controverses et réglementation
Bien que les nippies permettent de contourner certaines lois de censure, ils restent controversés dans certains contextes sociaux et culturels. Leur utilisation suscite des débats sur la sexualisation et l’empowerment féminin.